# ملک‌قاسم‌لی
ملک‌قاسم‌لی (به ترکی آذربایجانی: Məlikqasımlı) یک منطقه مسکونی در جمهوری آذربایجان است که در شهرستان جلیل‌آباد واقع شده است. ملک‌قاسم‌لی ۱۷۰۷ نفر جمعیت دارد.